# Molenbeek-Saint-Jean
Molenbeek-Saint-Jean em francês ou Sint-Jans-Molenbeek em neerlandês, é uma das dezenove comunas localizadas na Região de Bruxelas-Capital da Bélgica.

## Pronúncia
- em neerlandês:  [sɪnt jɑns ˈmoːlənbeːk]
- em francês:  [molənˈbek ˈsɛ̃ ʒɑ̃]

## Cidades-irmãs
- Oujda, Marrocos
- Levallois-Perret, França